# 近藤重蔵
近藤 重蔵（こんどう じゅうぞう、明和8年（1771年） - 文政12年6月16日（1829年7月16日））は、江戸時代後期の幕臣（旗本）、探検家。諱は守重（もりしげ）、号は正斎・昇天真人。5度にわたって蝦夷地探検をおこなった。間宮林蔵、平山行蔵とともに“文政の三蔵”と呼ばれる。「大日本恵登呂府」の標柱を立てた人物として知られる一方、書誌学や北方地図作製史の分野でも論じられている人物である。

## 生涯

### おいたち
明和8年（1771年）、御先手組与力・近藤右膳守知の三男として江戸駒込に生まれる。博識で有名な山本北山に儒学を師事し、同門に太田錦城・小川泰山・太田全斎らがいる。幼少の頃から「神童」と呼ばれ、8歳で四書五経を諳んじ、17歳で私塾「白山義学」を開くなど、並々ならぬ学才の持主であった。生涯、60余種1,500余巻の著作を残している。
父の隠居後の寛政2年（1790年）に家督を相続し、御先手組与力として出仕、火付盗賊改方としても勤務した。寛政6年（1794年）には、松平定信が行った聖堂学問所（1797年より昌平坂学問所）の学問吟味を優秀な成績で合格し、褒章を受けた。寛政7年（1795年）、長崎奉行手付出役となり、長崎では『清俗紀聞』『安南紀略』『紅毛書』を著している。寛政9年（1797年）4月、奉行中川忠英の勘定奉行転任にともない江戸に帰参し、同年12月、先手与力から支払勘定方となり、中川忠英の兼務する関東郡代付出役に任じられた。
これに先立つ寛政8年（1796年）8月、イギリスの海軍士官ウィリアム・ロバート・ブロートンの指揮するプロヴィデンス号が蝦夷地の内浦湾内に停泊する事件が起こった。江戸幕府はこれに衝撃を受け、見分役を松前に派遣し、東蝦夷地の調査を行った。調査の結果、イギリス船は単なる「漂流」であり、密輸もなく、特別な問題はないとされたが、その一方で測量を実施していたことは周知された。ブロートンの探検隊は翌寛政9年7月にはまたエトモ（いまの室蘭市周辺）に「漂着」、閏7月には松前沖にあらわれた。ブロートンの蝦夷地来航を受け、近藤は最上徳内と行動をともにすることとなった。

### 蝦夷地上知の上申と蝦夷地探検
近藤重蔵は寛政9年9月、日本を取り巻く状況を整理し、親交のあった大学頭の林述斎を通じて江戸幕府に海防強化を建言した。それは、来航する異国船をロシアとイギリスに特定し、江戸湾封鎖という事態をも想定して江戸の軍事的脆弱性と日本国内市場にあたえる混乱の大きさを指摘したものだった。近藤はまた、蝦夷地が無防備で、いつ外国の支配が及んでも仕方のない状況であるとして幕府直轄化（上知）を提案し、そのために北方調査を進めるべきことを建議した。
寛政10年（1798年）、近藤重蔵は松前蝦夷地御用取扱となり、この職で4度蝦夷地に赴いた。
幕府は寛政10年4月、目付の渡辺胤（久蔵）、使番頭の大河内政壽（善兵衛）、勘定吟味役の三橋成方（藤右衛門）に松前への出張を命じた。180名から成る大人数の調査隊が編成され、蝦夷地の大規模調査が行われた。調査は蝦夷地の巡見のみならず、松前藩もその対象となった。松前藩が抜け荷をしているという疑いも持たれていたからであった。渡辺・大河内・三橋の3名は責任者として蝦夷地に赴き、5月に福山（松前）に到着すると、渡辺はここに留まり、大河内は東蝦夷地、三橋は西蝦夷地に分かれて巡回した。近藤重蔵は大河内隊の別動隊として東蝦夷地を巡見し、後発した最上徳内と合流、徳内を案内として国後島と択捉島を調査した。そして7月、択捉島南端に近いタンネモイ（丹根萌）に「大日本恵登呂府」の木柱を建てた。標柱の文字は、
というものであり、水戸藩出身の木村謙次によって書かれた。標柱に記された「下野源助」とは木村謙次の変名であったが、木村は近藤の従僕という資格で択捉入りしたところから、本名を名乗るには差しさわりがあった。また、木村謙次の『蝦夷日記』によれば、従者として12名のアイヌの名前も書かれた。

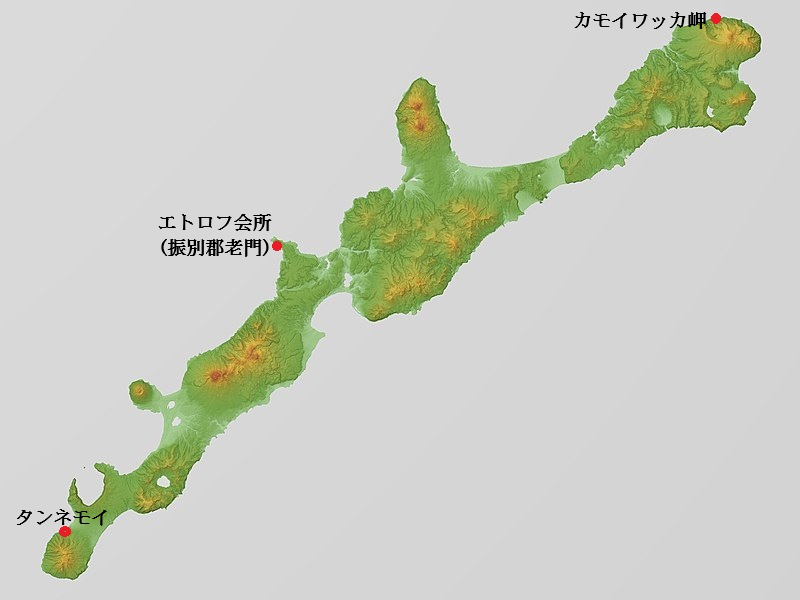
択捉島地形図
----
タンネモイとカモイワッカ岬、エトロフ会所の位置

この探検では、得撫島に既にロシア人が入植していることが確認され、しかも、ロシア人入植者たちが従来と異なり、格別にアイヌに親しく、丁寧に接している様子がうかがえるとして近藤は危機感を強めている。また、この探検の帰路、近藤は広尾にて悪天により足止めになり、日高海岸の道の悪さを痛感、私費を投じて道路を開削させた。いわゆる「ルベシベツ山道」（現、広尾町ルベシベツ - ビタタヌンケ間）であり、これは、北海道における道路建設（開削）の嚆矢となった。
寛政11年（1799年）、幕府によって東蝦夷地仮上知（1802年以降は永上知）が断行された。近藤は蝦夷地幕領化論を強固に唱え、幕府側もそれを受けて蝦夷地経営と対ロシア帝国政策が単に松前藩一藩だけの問題では済まされないという判断を下した。幕府としては、近藤が主張する通り、ロシアの勢力とアイヌが結びつくことは容易ならざる事態を招くという認識に立っての上知決定であった。近藤は、このとき琉球支配を認めた薩摩藩への朱印状とは異なり、幕府が松前藩に発給した朱印状・黒印状には蝦夷地の領有を認めたものは全くないことを指摘し、蝦夷地公領化は充分に法的根拠を有していると主張した。また、各地に義経伝説がのこっているのを知って、木像を寄進した。日高の義経神社がそれである。

### 択捉島での撫育政策

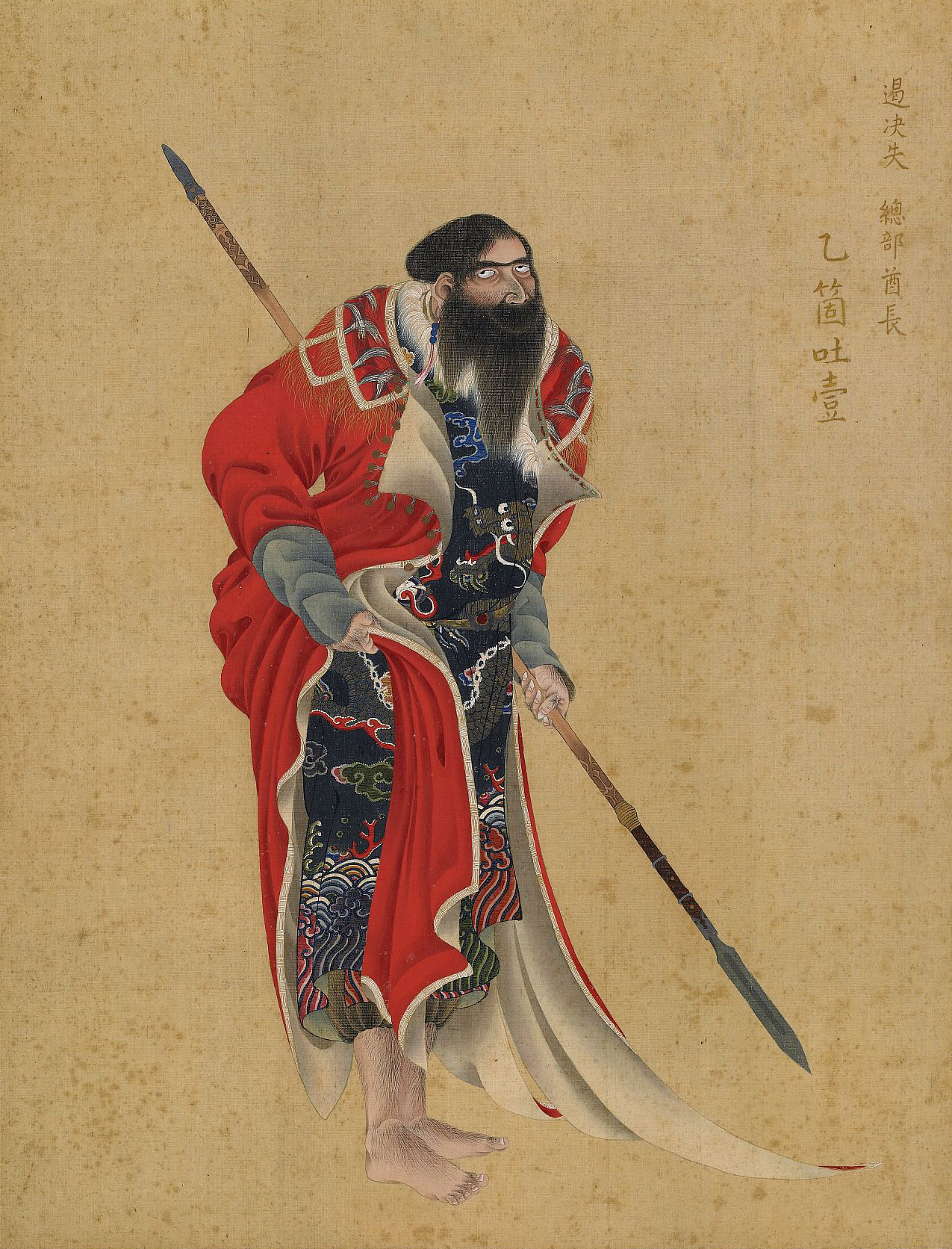
アツケシ惣乙名イコトイ（蠣崎波響『夷酋列像』より）

1799年、近藤は商人高田屋嘉兵衛に国後・択捉間の航路（択捉航路）を開かせ、翌年にかけて択捉島さらに得撫島を踏査した。また、択捉島のアイヌに物品や漁具を給し、蝦夷を「村方」と呼ばせ、日本の風俗を勧めるなど、嘉兵衛と協力して択捉開発を進めた。寛政12年（1800年）4月、近藤は国後島のトマリにおいてアツケシ惣乙名イコトイらを含むアイヌの乙名たちに酒やタバコを振舞い、閏4月には択捉島にわたって会所を振別郡オイト（老門）に開いた。同年6月には恵登呂府全島の人別帳を作成している。7月には高田屋嘉兵衛らとともに択捉島北端のカモイワッカ岬に、再度「大日本恵登呂府」の標柱を建てた。さらに、漁場17か所を開かせ、7郷25か村の郷村制をしいた。漁場を開発したのは、南部下北郡出身の寅吉らであった。択捉島を含む東蝦夷地では、アイヌの人びとの不満の種となっていた場所請負制が廃止されて直捌制となり、交易の際には幕吏が立ち会い、商取引における不正を防止することとした。こうして、択捉・国後を含めた東蝦夷地の漁業も対アイヌ交易も幕府の直営するところとなった。このようなアイヌ保護策と撫育策は、江戸幕府の威光をアイヌの人びとに知らしめて言語・風俗・生活全般を日本人化しようというものであった。
近藤は享和元年（1801年）と享和2年（1802年）にも択捉島に出向いた。引き続き択捉島の内国化、アイヌ民族の和風化の政策を推し進めたと考えられるが、仔細を記録しておらず詳しいところは不明である。享和2年2月23日、蝦夷地奉行が置かれ、戸川安論・羽太正養の2名が奉行に任命されて5月11日には箱館奉行と改称された。7月24日には仮上知であった東蝦夷地が永久上知となった。しかし、幕府の実情は、蝦夷地直轄派（開発派）と松前藩委任派（非開発派）との路線対立が深刻で、積極的に開発を進められる状況ではなく、財政難のため新規の支出をともなう事業は厳しく制限された。近藤にとってこうした状況は不本意だったためか、彼は転役運動を始めている。

### 小普請方勤務と最後の蝦夷探検
享和3年（1803年）1月25日、近藤重蔵は蝦夷地関係の役から離れ、小普請方に転じた。文化元年（1804年）、幕府がニコライ・レザノフの日本来航への対応を議論しているなか、近藤は老中戸田氏教より所信を求められた。近藤は、西蝦夷地も松前から取り上げ永久直轄とすべしという従来の主張を述べたばかりではなく、ロシアのみならず清朝による韃靼地方への実効支配が強められているとして、国境画定を通じて対外防備を充実させるべきとする論を展開して樺太上知論を献策した。さらに、北方調査の成果であり、自身の主張の論拠ともなる『辺要分界図考』を著して若年寄の堀田正敦に献上した。松平信明が復権した文化3年（1806年）、蘭学者の大槻玄沢がレザノフの連れ帰った仙台藩漂流民津太夫からの聞き取りをもとに『環海異聞』を述作していたが、その過程で玄沢は近藤の『辺要分界図考』を読んで、これを高く評価したという。

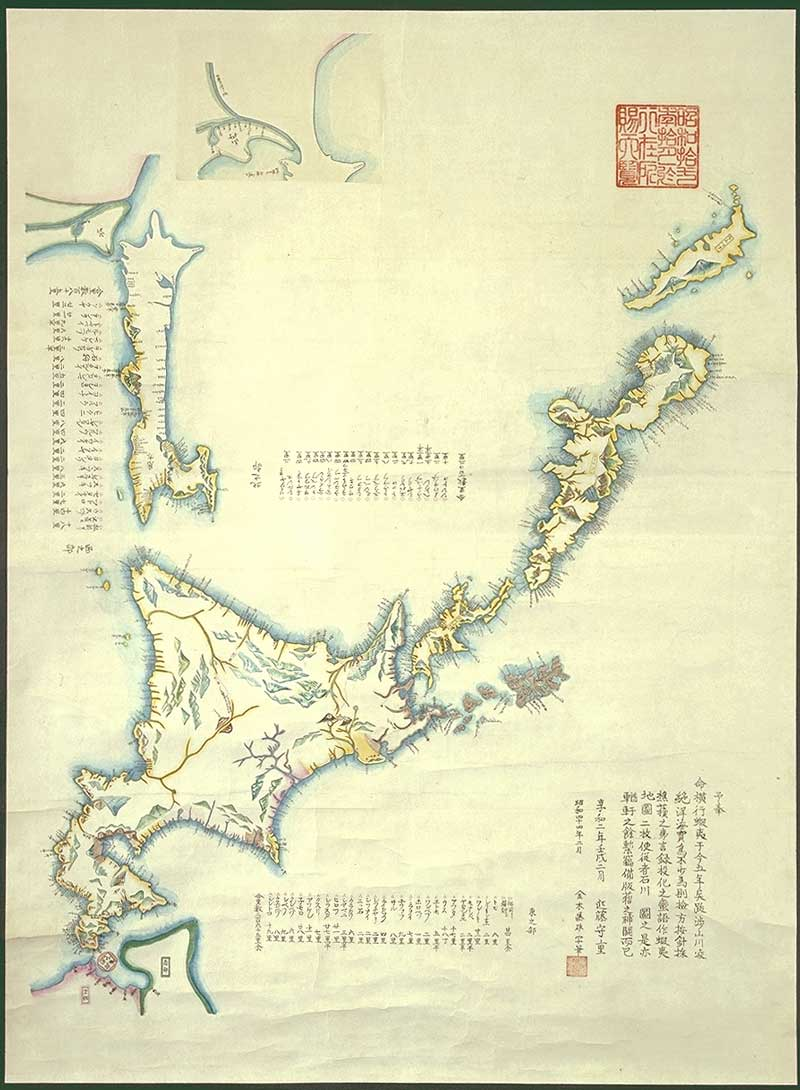
近藤重蔵が文化6年（1809年）に作成した「蝦夷地図式(二)蝦夷及樺太ノ図」（北海道大学所蔵）

文化4年（1807年）、近藤はロシア人の北方侵入（フヴォストフ事件、文化露寇）にともない、再び松前奉行出役となり、5度目の蝦夷入りとなった。幕府は文化4年3月22日、松前藩に西蝦夷地の召上げを命じて樺太直轄を決定した。近藤は蝦夷入りの際、利尻島を巡視しようとしたが、荒天のため渡海は見合わせ、帰路、宗谷から天塩川をさかのぼり、さらに石狩川筋を探索して現在の札幌市周辺に着目している。江戸に帰還したのち、近藤は将軍徳川家斉に御目見を許されたが、このとき近藤は、全蝦夷地の本拠として石狩が好適であると説き、その後の札幌発展の端緒をひらいた。
近藤は、この時の報告書で、上知の主意は異国境取締と夷人撫育であるが、箱館のみが賑わっていることを指摘している。そして、その箱館は新田開発に莫大な費用を投じていて、蝦夷地のアイヌは困窮し、手当・諸品・米なども不足し、アイヌによる各場所における幕吏の評判もよろしくないと述べ、自分がかつて蝦夷地関係の仕事をしていて推進していたことがうまく進んでいないことを暗に批判している。近藤はこれ以降、蝦夷地に対して上申することはなくなった。

### 書物奉行
文化5年（1808年）には江戸城紅葉山文庫の書物奉行となった。これは、近藤が対外関係の資料に精通していることが認められたものであり、堀田正敦からの強い後押しも作用した。重蔵は11年間、この職にあり、江戸幕府の外交文書を編纂するとともに、『金銀図録』『宝貨通考』『銭録』『好書故事』『外蛮通書』『外蕃通考』などを著述して幕府に献上した。
とりわけ『外蛮通書』全27巻は、1599年から宝暦年間（1751年 - 1764年）頃までの幕府と諸外国の往復文書を、各国別･編年順に収録して綿密な考証を加えた外交文書集で、朝鮮（第1-5巻）、オランダ（第6・7巻）、明（第8-10巻）、安南（第11-14巻）、シャム（第15-17巻）、カンボジア（第18・19巻）、占城（チャンパ）および太泥（パタニ)（第20巻）、ルソン（第21-23巻）、マカオ（第24-25巻）、メキシコ（第26巻）、イギリス（第27巻）が網羅されている。
一般には蝦夷地探検家として知られる近藤重蔵だが、文筆家市島謙吉（春城）によれば、実のところ、書物奉行こそ彼にとって「ハマり役」であった。近藤は図書趣味の人であり、図書に関する多くの知識を有していたのみならず、大田南畝（蜀山人）や狩谷棭斎といった蔵書家ないし書誌学者とも交友関係を結んでいた。近藤は、紅葉山文庫の蔵書をはじめとする幕府所有の図書について精査し、その来歴や考証を記録してデータベースをつくり、書物に関する著作も行っている。徳川氏の蔵書の多くがおおやけになっているのも、近藤の貢献によるところが少なくない。

### 大坂勤務
文政2年（1819年）、大坂勤番御弓奉行に左遷されたが、自信過剰で豪胆な性格が見咎められたためともいわれている。大坂では、大坂東町奉行与力の大塩平八郎とも親交を結んでおり、近藤と大塩は互いに相手のことを「畳の上では死ねない人」という印象を抱いたという。大坂ではまた、『三貨図彙』の著者で町人学者の草間直方とも親交を結んでいる。

### 鎗ヶ崎事件

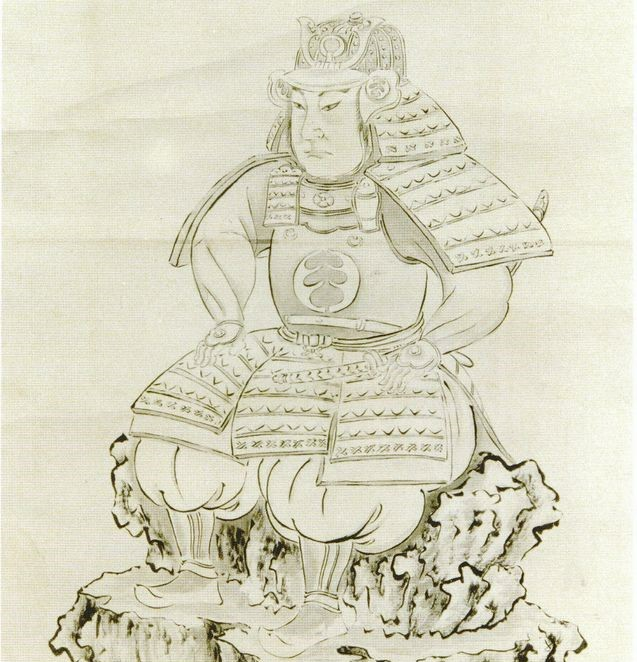
甲冑姿の近藤重蔵肖像（近藤重蔵顕彰会（滋賀県高島市）所蔵）

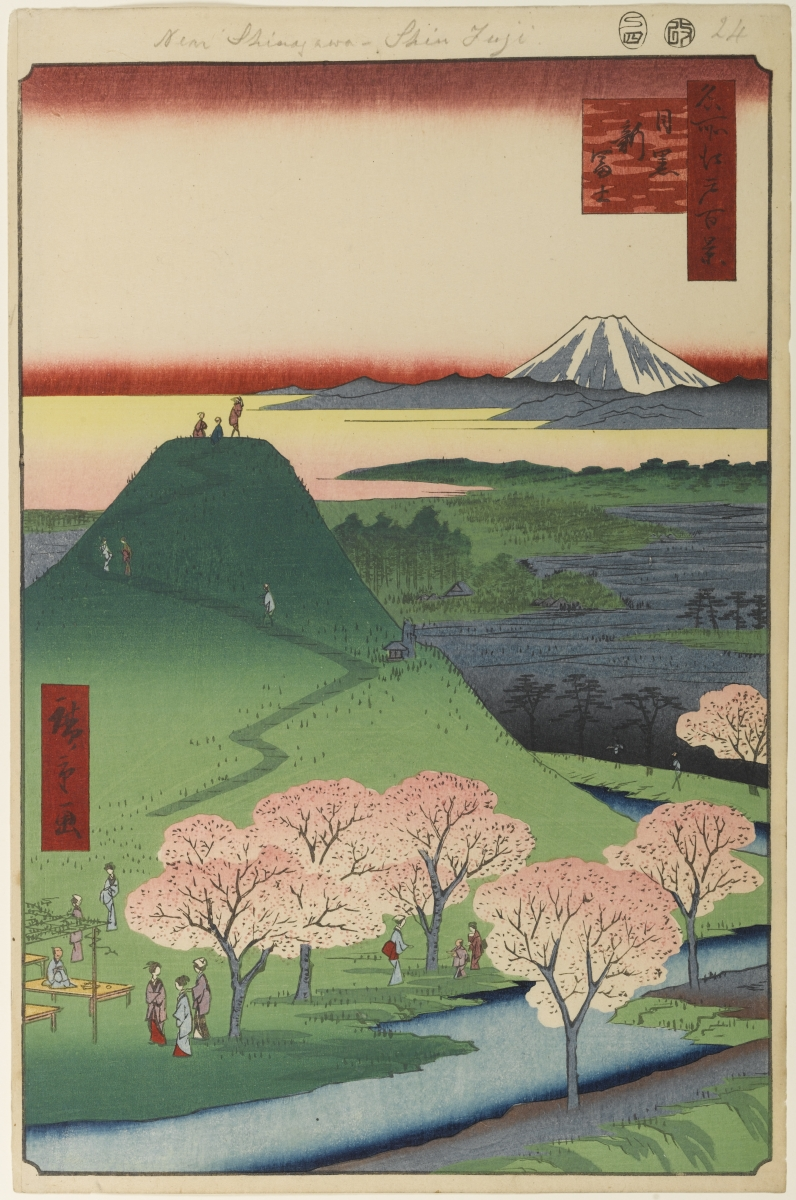
歌川広重『名所江戸百景』より「目黒新富士」
----
重蔵の三田村の別邸に建設された山。鎗ヶ崎事件の発端となった。

近藤重蔵は本宅のほかに、三田村鎗ヶ崎（現、東京都目黒区中目黒2-1）に広大な遊地を所有しており、品川方面を望見しうる高台には「擁書城」と称する別宅を建てていた。この別宅はたいへん豪奢なつくりで、天井には龍が描かれ、襖には蝦夷地の風景が描かれており、あたかも現代の図書館のようでもあったので、図書趣味をもつ友人がよく集まった。近藤は邸内に三田用水を引き込んで滝も造っている。
文政2年（1819年）に麻布村の富士講の信者たちに目黒の借地を頼まれ、豪放な近藤がその地を無償で貸与したところ、講中の人たちは大勢の人足を集めてあっと言う間に富士山を模した富士塚（目黒富士）を築造してしまった。「麻布富士」よりも大きいというので「目黒新富士」、あるいは「近藤富士」「東富士」などと呼ばれて参詣客で賑い、門前には露店も現れるほどであった。
文政4年（1821年）、近藤は大坂勤務を解かれて小普請入差控を命じられ、江戸滝ノ川村（現、東京都北区）に閉居した。滝ノ川村では、多くの自著や稀観本を所蔵する滝ノ川文庫を開いた。しかし、自身の甲冑姿の石像を滝ノ川に建てて問題視され、のちの譴責にもつながったといわれる。
文政9年（1826年）に目黒の別荘の管理を任せていた長男の近藤富蔵が、屋敷の境界争いから隣家の住民と対立し、7名を殺害する罪を犯した。この罪で富蔵は八丈島に流罪となり、父の重蔵も責任を問われて近江国大溝藩（藩主は分部氏。現在の滋賀県高島市）に預けられることとなった。

### 配流
大溝藩は緊急に陣屋敷地内に牢屋敷を増築し流人を迎えた。藩主の分部光寧は近藤重蔵を丁重に扱ったといわれている。時の著名人でもあった近藤は、小藩ながら京にも近く学問や見識を得ることへの関心が高かった大溝藩にとっては格好の珍客ともいえた。近藤は流人ではあったが書物を与えられ、藩士を相手に意見交換を行ったり、藩士と漢詩を唱和したりしたことが伝わっている。彼は大溝の地で、本草学書『江州本草』全30巻を著している。大溝を中心とした近江国の植物図鑑であったとされるが、現存していない。
配流のまま、文政12年6月16日（1829年7月16日）に同地にて病没。享年59。大溝藩内の円光禅寺の塔頭瑞雪院に葬られた。

### 没後
重蔵死後の万延元年（1860年）、近藤重蔵の連座処分が解かれ、赦免となったが、長男の富蔵の罪は半世紀以上赦されず、富蔵による亡父の墓参がようやく実現したのは、富蔵流刑から53年を経た明治13年（1880年）のことであった。
明治44年（1911年）、近藤重蔵守重は正五位を追贈された。

## 人物
博覧強記をもってなる近藤重蔵であったが、学者肌ではなく、むしろ武人風の豪傑肌であった。人から本を借りて返さない悪癖があり、たいへんな酒豪であって、また、かなり好色であったという。身長は6尺（約180センチメートル）で、当時としては巨躯の持ち主であった。驚くべき精力の持ち主であったが、自信過剰で傍若無人なところもあって、そのため友人から距離を置かれることもあった。近藤に同行して「大日本恵登呂府」の標柱の題字を書いた木村謙次は、近藤が重蔵良種と名乗ろうとして、蝦夷人が義経を「よしたね」と発音するのに便乗してわざとまぎらわしくしていることにふれ、「姦賊」の類にあたるかもしれないと日記（『蝦夷日記』）に記している。
近藤重蔵のアイヌ民族観については、当時の庶民と比較しても人間として劣ったところはないとしている。アイヌ風俗について、近藤は「散髪、垢面、麁衣、悪臭」で実に見苦しく、江戸の乞食のようであると評しているが、それは生業や住居、気候などといった環境のせいであり、気質もわるくなく、知能の高い者もいて、人間としての能力は一般の日本の庶民に比べて同じであることを強調している。しかし、同時に、近藤はアイヌを日本の庶民同様支配されるべき対象と認識しており、アイヌの風俗・文化を尊重しようという意識は特になかった。彼は、欧米の植民地的な侵略から幕藩制国家の危機を救おうという志士的な意識を持ってはいたが、あくまでも幕藩制国家の存続を第一に考えていたのである。

## 著作
『清俗紀聞』『安南紀略』『紅毛書』の3書は、長崎奉行手付出役在任中に著したものである。彼の著書は、国防、地理、風俗、探検、法制、経済、書誌学、考古学など多岐にわたっており、1,500巻にも及ぶともいわれているが、散逸したものもある。国書刊行会より『近藤正斎全集』が刊行されている。
- 『清俗紀聞』
- 『安南紀略』
- 『外蕃通書』
- 『喇嘛考』
- 『近藤正斎全集 第1』国書刊行会、1905年。
- 『近藤正斎全集 第2』国書刊行会、1905年。
- 『近藤正斎全集 第3』国書刊行会、1905年。

## 墓所
次の2か所に墓所がある。
- 西善寺（東京都指定旧跡、東京都文京区）

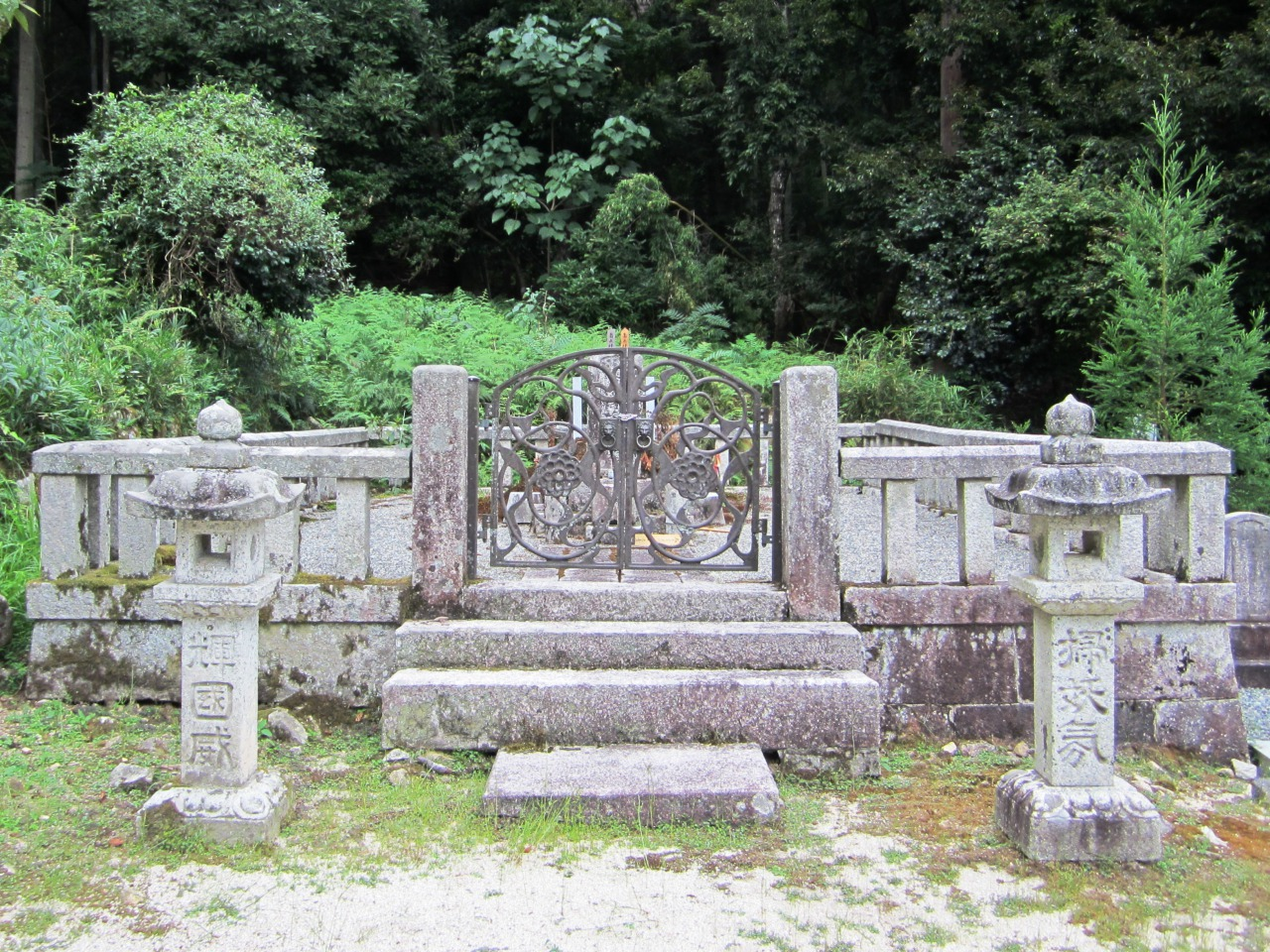
瑞雪院（滋賀県高島市）の墓所

- 円光寺の塔頭瑞雪院（滋賀県高島市勝野。墓所は高島市指定史跡[3]）

## ゆかりの建造物
- 義経神社（寛政11年（1798年）、北海道沙流郡平取町）
- 刀勝神祠（現、十勝神社。北海道広尾郡広尾町茂寄）：1798年、「ルベシベツ山道」開削を顕彰して木村謙次（下野源助）の書いた「東蝦新道記彫字板」(北海道指定文化財）を奉納した[16][注釈 13]
- 大日本恵登呂府標柱（1798年:択捉島タンネモイ、1800年:択捉島カモイワッカ岬）
- 「近藤重蔵ゆかりの地」石碑（1976年10月9日、北海道上川郡和寒町字塩狩）[29]

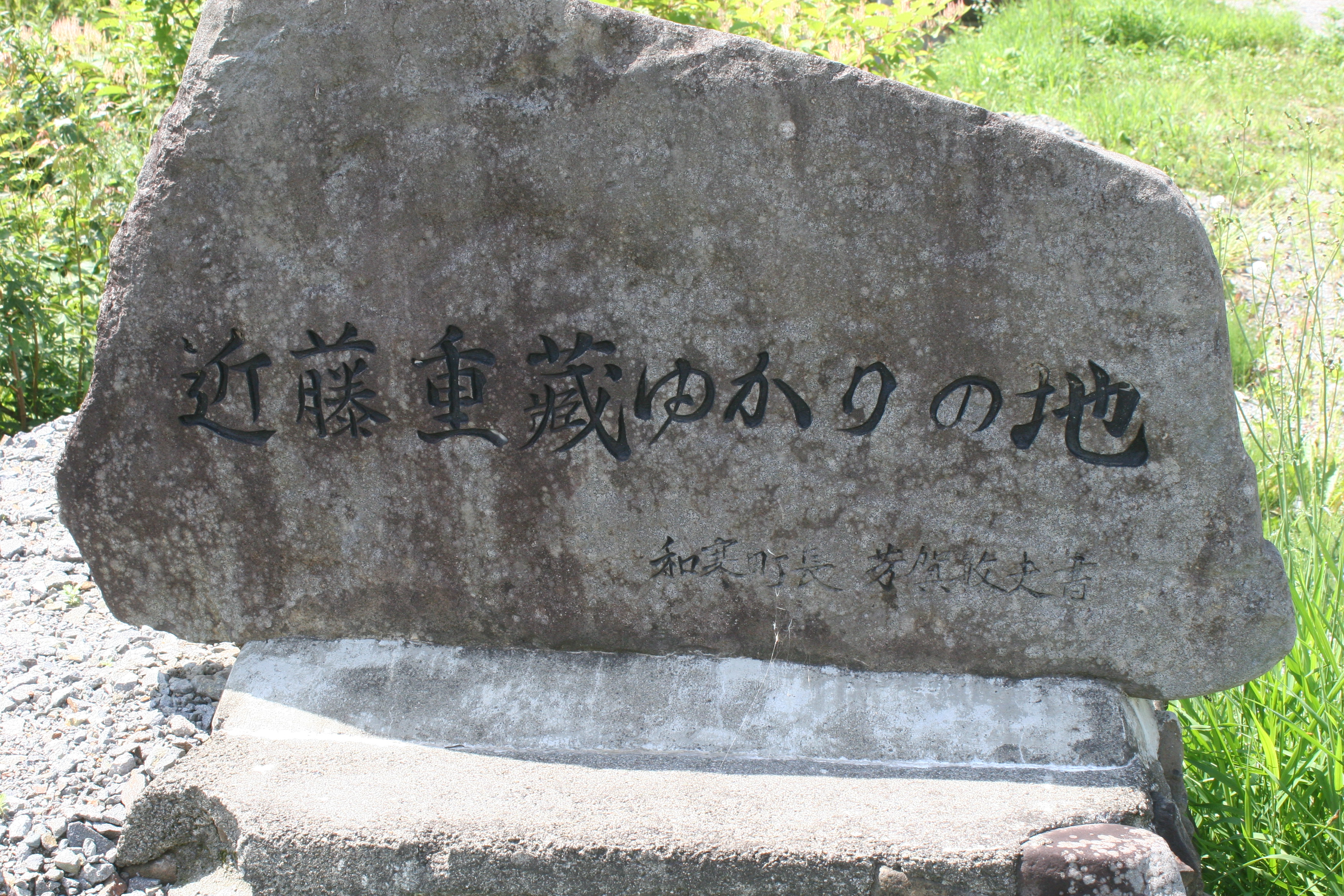
「近藤重蔵ゆかりの地」石碑正面
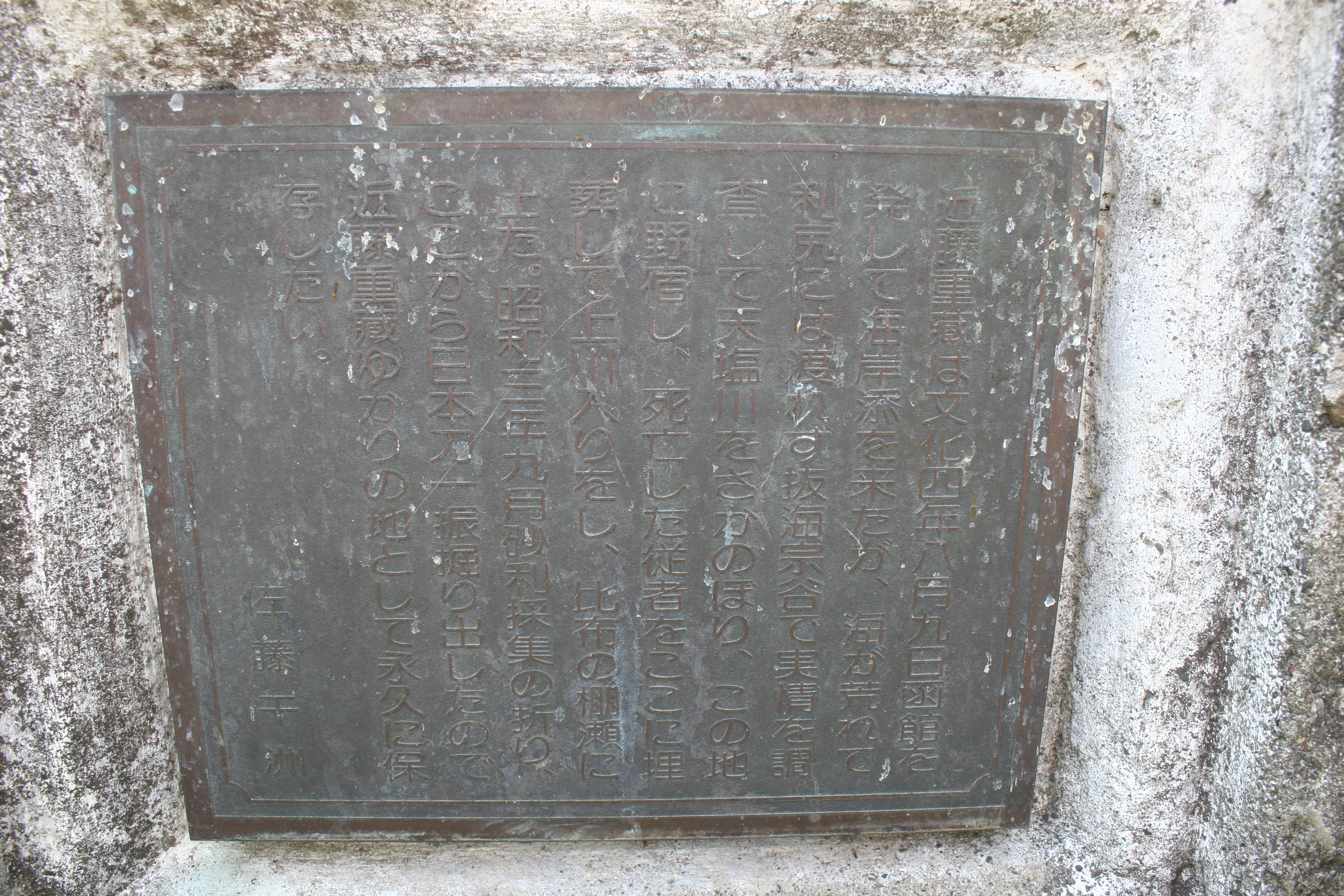
「近藤重蔵ゆかりの地」石碑正面下
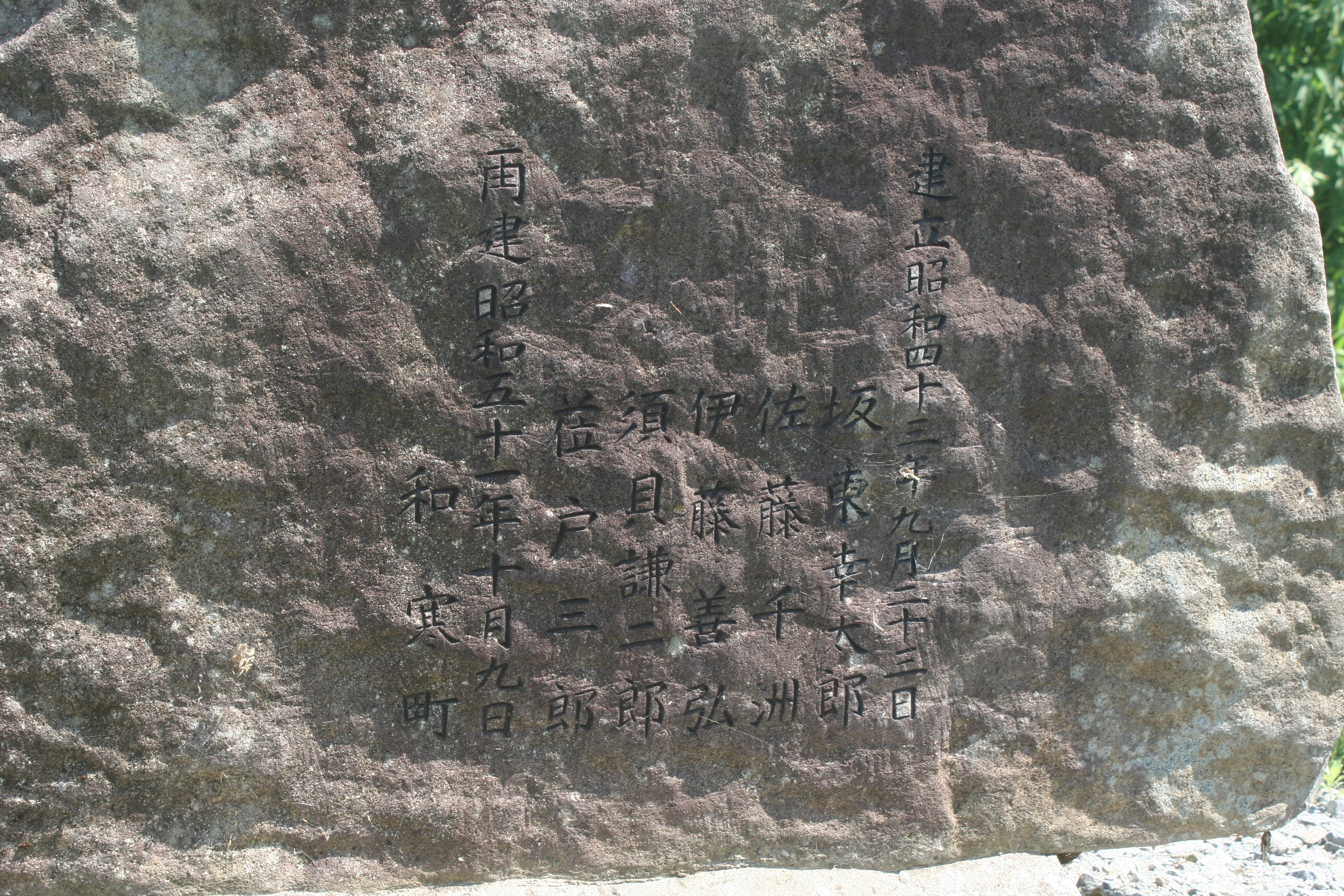
「近藤重蔵ゆかりの地」石碑背面

- 石造近藤守重坐像（東京都北区正受院）

## 近藤重蔵を描いた作品

### 小説
- 逢坂剛『重蔵始末』シリーズ：火盗改時代の若き近藤重蔵を主人公にした時代小説。
  - 逢坂剛『重蔵始末』講談社〈講談社文庫〉、2004年7月（原著2001年）。ISBN 978-4062107105。 ほか
- 柴田錬三郎『眠狂四郎虚無日誌』:世継の徳川家慶が豹変して乱行を繰り返すことになった鍵が近藤重蔵にあるとした、「眠狂四郎シリーズ」のなかの1作。新潮文庫および集英社文庫刊。
- 佐藤雅美『ヨフトホヘル』:近江国大溝藩お預けの原因となった事件を題材にした小説。
  - 佐藤雅美『槍持ち佐五平の首』文藝春秋〈文春文庫〉、2004年4月（原著2001年）。ISBN 978-4167627089。 収載

### 漫画
- みなもと太郎『風雲児たち12』リイド社〈ワイド版（SPコミックス）〉、2003年3月。ISBN 978-4-8458-0178-7。